# Jack Nance
Marvin John Nance (n. 21 decembrie 1943, Boston, Massachusetts, SUA – d. 30 decembrie 1996, South Pasadena⁠(d), California, SUA) a fost un actor american. Cunoscut colaborator al regizorului David Lynch, Nance a interpretat rolul principal Eraserhead (1977),  primul film al regizorului. Acesta a continuat să lucreze împreună cu Lynch de-a lungul carierei sale, fiind prezent inclusiv în distribuția serialului Twin Peaks (1990–1991).

## Biografie
Nance s-a născut în Boston, Massachusetts și a copilărit în Dallas, Texas. A absolvit liceul South Oak Cliff⁠(d). A lucrat o perioadă de timp în cadrul American Conservatory Theater⁠(d) din San Francisco. În anii 1970, Nance l-a întâlnit pe David Lynch, iar acesta din urmă i-a oferit rolul principal în Eraserhead.

### Cariera
După Eraserhead, a rămas în relații bune cu Lynch, care i-a oferit roluri în aproape toate proiectele sale:
- Dune (1984): un rol minor - căpitanul Harkonnen⁠(d) Iakin Nefud.
- Blue Velvet (1986): un rol secundar - Paul, un prieten al personajului interpretat de Dennis Hopper.
- The Cowboy and the Frenchman⁠(d) (1988): rolul lui Pete, unul dintre cowboy-i.
- Suflet sălbatic⁠(d) (1990): un rol minor - „00 Spool”.
- Twin Peaks (1990–91): în rolul lui Pete Martell.
- Twin Peaks: Fire Walk with Me (1992): și-a reluat rolul lui Pete Martell, dar scenele sale au fost eliminate.
- Metamorfoze (1997): un rol minor -  mecanicul Phil (rolul său final).
- Twin Peaks: Piesele lipsă⁠(d) (2014): scenele șterse din Fire Walk with Me au fost lansate în 2014.
- Twin Peaks (2017): scenele lui Nance din episodul pilot al seriei originale au fost utilizate în „Partea 17” (dedicată în memoria sa)

De asemenea, Nance a jucat într-un episod din 1995 al serialului My So-Called Life intitulat „Weekend”. A apărut alături de actrița Mary Woronov⁠(d) în videoclipul melodiei „Institutionalized⁠(d)” din 1983 al formației Suicidal Tendencies⁠(d).

## Viața personală
Nance s-a căsătorit cu Catherine E. Coulson⁠(d) în 1968, dar cuplul a divorțat în 1976. În mai 1991, s-a căsătorit cu Kelly Jean Van Dyke⁠(d), actriță în industria filmelor pentru adulți sub numele Nancee Kelly. Van Dyke era fiica lui Jerry Van Dyke⁠(d) și nepoata lui Dick Van Dyke.

### Sinuciderea lui Kelly Jean Van Dyke
Van Dyke s-a sinucis pe 17 noiembrie 1991. Conform lui Ronald, fratele ei mai mic, Nance se afla în Bass Lake, California⁠(d) pentru a filma Tabăra de distracție⁠(d). Cei doi au avut o conversație telefonică, moment în care acesta a încercat să o consoleze deoarece amenința că se va sinucide. Când telefoanele din Bass Lake nu au mai funcționat din cauza unei furtuni puternice, Nance și regizorul Bobby Logan au contactat atât poliția din Los Angeles, cât și administratorul apartamentului cu ajutorul șerifului adjunct. Aceștia au intrat în apartament și au găsit-o spânzurată.

### Moartea
Pe 29 decembrie 1996, Nance a luat prânzul cu prietenii săi Leo Bulgarini și Catherine Case. Nance avea o „vânătaie în formă de semilună” sub ochi și, când a fost întrebat despre ea, acesta le-a povestit despre o ceartă în care a fost implicat în fața unui magazin Winchell's Donuts⁠(d) în acea dimineață. Cu privire la incident, a considerat că „am primit ceea ce am meritat”. A decis să plece către casă deoarece avea o durere de cap.
Lovitura primită i-a cauzat un hematom subdural⁠(d), Nance încetând din viață în dimineața următoare. Cadavrul a fost descoperit pe podeaua băii apartamentului său din South Pasadena⁠(d) de către Bulgarini la 30 decembrie 1996. La autopsie, s-a descoperit că actorul avea 0.24% alcool în sânge la momentul morții sale.

## În cultura populară
Piesa „I Gotta Move” a formației Frank Black and the Catholics⁠(d) de pe albumul de debut din 1997 se referă la circumstanțele morții lui Nance, precum și la sinuciderea Peter Ivers⁠(d), compozitorul melodiile din Eraserhead.
Un documentar despre Nance - intitulat I Don’t Know Jack și finanțat de Lynch - a fost lansat în 2002.
Partea 17 din Twin Peaks: The Return i-a fost dedicată lui Nance.

## Filmografie

### Film
- Fools (1970) – Hippie
- Jump (1971) – Ace
- Eraserhead (1977) – Henry Spencer
- Breaker! Breaker! (1977) – Burton
- Hammett (1982) – Gary Salt
- Dune (1984) – Nefud
- City Heat (1984) – Aram Strossell, the Bookkeeper
- Johnny Dangerously (1984) – Priest
- Ghoulies (1985) – Wolfgang
- Blue Velvet (1986) – Paul
- Barfly (1987) – detectivul
- Colors (1988) – ofițerul Samuels
- The Blob (1988) – Doctorul
- Wild at Heart (1990) – 00 Spool
- The Hot Spot (1990) – Julian Ward
- Whore (1991) – Man Who Helps Liz
- Motorama (1991) – Motel Clerk
- Meatballs 4 (1992) – Neil Peterson
- Twin Peaks: Fire Walk with Me (1992) – Pete Martell (scene eliminate)
- Love and a .45 (1994) – Justice Thurman
- The Demolitionist (1995) – Father McKenzie
- Across the Moon (1995) – cowboy-ul vârstnic
- Voodoo (1995) – Lewis
- The Secret Agent Club (1996) – Doc
- Little Witches (1996) – părintele Michael
- Lost Highway (1997) – Phil (ultimul rol)
- Twin Peaks: The Missing Pieces (2014) – Pete Martell (scene eliminate din Fire Walk with Me)

### Seriale
- Weekend (1984)
- Crime Story (1 episod, 1987) – Charlie Green
- Tricks of the Trade (1988) – Al
- Twin Peaks (27 de episoade, 1990–91) – Pete Martell
- Another Midnight Run (1994) – Reilly
- My So-Called Life (1 episod, 1995) – Warren
- Fallen Angels (1 episod, 1995) – Sheriff
- Assault on Dome 4 (1996) – Mellow, Dome 4 Oldtimer
- Twin Peaks (1 episod, 2017) – Pete Martell (scene din arhivă)